# پاریس کوان هال
پاریس کوان هال (انگلیسی: Paris Cowan-Hall؛ زادهٔ ۵ اکتبر ۱۹۹۰) بازیکن فوتبال اهل بریتانیا است.
از باشگاه‌هایی که در آن بازی کرده‌است می‌توان به باشگاه فوتبال پورتسموث، باشگاه فوتبال ووکینگ، باشگاه فوتبال اسکانتورپ یونایتد، باشگاه فوتبال بریستول راورز، باشگاه فوتبال گریمزبی تاون، باشگاه فوتبال میلوال، باشگاه فوتبال پلیموث آرگیل، و باشگاه فوتبال وایکام واندررز اشاره کرد.